# Yawata Iron & Steel Soccer Club 1966
Questa voce raccoglie le informazioni riguardanti lo Yawata Iron & Steel Soccer Club nelle competizioni ufficiali della stagione 1966.

## Stagione
Nella seconda edizione della Japan Soccer League lo Yawata Steel si confermò tra le principali concorrenti alla lotta al titolo, inseguendo il Toyo Kogyo per tutto l'arco della competizione sino al secondo posto finale. Tale piazzamento permise alla squadra di disputare la Coppa dell'Imperatore dove, dopo aver eliminato gli studenti della facoltà di educazione fisica dell'Università di Tokyo, ebbe accesso alla finale per il terzo posto in seguito alla sconfitta contro gli studenti dell'Università di Waseda. Il risultato dell'incontro di finale vide poi lo Yawata Steel prevalere nettamente sul Furukawa Electric, guadagnando il terzo posto nella competizione.

## Maglie e sponsor
La prima divisa diviene di colore granata, con i calzoncini bianchi.
| Manica sinistra · Maglietta · Manica destra · Pantaloncini · Calzettoni |

## Rosa
| N. |                     | Ruolo | Calciatore                  |
| -- | ------------------- | ----- | --------------------------- |
| 1  | Giappone (bandiera) | P     | Masahiro Hamazaki           |
| 2  | Giappone (bandiera) | D     | Masayuki Mukoyama           |
| 3  | Giappone (bandiera) | D     | Masafumi Hara               |
| 4  | Giappone (bandiera) | D     | Kiyoshi Tomizawa            |
| 5  | Giappone (bandiera) | C     | Akinori Sugimura            |
| 6  | Giappone (bandiera) | D     | Hisao Kami                  |
| 7  | Giappone (bandiera) | C     | Teruki Miyamoto             |
| 8  | Giappone (bandiera) | A     | Hiroshi Saeki               |
| 9  | Giappone (bandiera) | A     | Masashi Watanabe (capitano) |
| 10 | Giappone (bandiera) | A     | Tsutomu Kanda               |

| N. |                     | Ruolo | Calciatore        |
| -- | ------------------- | ----- | ----------------- |
| 11 | Giappone (bandiera) | C     | Nobuyuki Ōishi    |
| 12 | Giappone (bandiera) |       | Akimasa Murayama  |
| 13 | Giappone (bandiera) |       | Yoshiki Kiyomoto  |
| 14 | Giappone (bandiera) | A     | Hiroki Oride      |
| 15 | Giappone (bandiera) |       | Kazuya Tokuda     |
| 16 | Giappone (bandiera) |       | Katsuhide Hoshino |
| 17 | Giappone (bandiera) |       | Hisao Kaneko      |
| 18 | Giappone (bandiera) |       | Yoshiyuki Eida    |
| 21 | Giappone (bandiera) |       | Fujio Kishimoto   |

## Statistiche

### Statistiche di squadra
| Competizione          | Punti | Totale | Totale | Totale | Totale | Totale | Totale | DR  |
| Competizione          | Punti | G      | V      | N      | P      | Gf     | Gs     | DR  |
| --------------------- | ----- | ------ | ------ | ------ | ------ | ------ | ------ | --- |
| Japan Soccer League   | 21    | 14     | 10     | 1      | 3      | 33     | 16     | +17 |
| Coppa dell'Imperatore | -     | 3      | 2      | 0      | 1      | 7      | 3      | +4  |
| Totale                | -     | 17     | 12     | 1      | 4      | 40     | 19     | +21 |